# STK Eilvese
Der STK Eilvese (offiziell: Sport- und Turnklub Eilvese von 1920 e. V.) ist ein Sportverein aus Eilvese, einem Stadtteil von Neustadt am Rübenberge in der Region Hannover. Die erste Mannschaft der Männer spielte eine Saison in der Oberliga Niedersachsen.

## Geschichte
Der Verein wurde am 15. April 1920 gegründet und bietet neben Fußball noch Fitness, Kinderturnen, Turnen und Volleyball an.
Die Fußballer spielten jahrzehntelang lediglich auf Kreisebene. Im Jahre 1990 stieg der Verein in die Bezirksklasse auf. 1994 stieg der STK in die Bezirksliga auf, die bis ins Jahr 2000 gehalten werden konnte. Im Jahre 2003 stieg die Mannschaft wieder in die Bezirksliga auf. Zunächst wurden die Eilveser Vizemeister der Bezirksklasse 2 hinter dem TSV Mühlenfeld. Durch einen 2:0-Sieg im Entscheidungsspiel gegen den TuS Kleefeld gelang der Aufstieg. Im Jahre 2012 gelang erstmals der Aufstieg in die Landesliga Hannover, wo die Eilveser zu einer Fahrstuhlmannschaft wurden. Nach nur einer Saison ging es wieder zurück in die Bezirksliga, wo der direkte Wiederaufstieg gelang. Nach zwei Jahren Landesliga ging es 2016 wieder runter in die Bezirksliga, bevor der direkte Wiederabstieg folgte. Dieses Mal blieb der STK nur für ein Jahr Landesligist und musste 2018 wieder absteigen. Erneut gelang der direkte Wiederaufstieg und die Eilveser konnten sich zunächst in der Landesliga etablieren. Im Jahre 2023 gelang der Aufstieg in die Oberliga Niedersachsen. Als Vorletzter musste die Mannschaft gleich wieder absteigen und wurde in der folgenden Landesligasaison 2024/25 Vizemeister hinter dem TSV Wetschen.

## Stadion
Der STK Eilvese trägt seine Heimspiele in der Sportanlage zum Eisenberg aus. Das Stadion bietet Platz für 1000 Zuschauer. Es ist ein reines Fußballstadion, wo auf Naturrasen gespielt wird.

## Erfolge
- Aufstieg in die Oberliga Niedersachsen: 2023
- Aufstieg in die Landesliga Hannover: 2012, 2014, 2017, 2019